# Lasiopodomys
A Lasiopodomys az emlősök (Mammalia) osztályának rágcsálók (Rodentia) rendjébe, ezen belül a hörcsögfélék (Cricetidae) családjába tartozó nem.

## Rendszerezés
A nembe az alábbi 3 faj tartozik:
- Brandt-pocok (Lasiopodomys brandtii) Radde, 1861 – típusfaj
- Lasiopodomys fuscus Büchner, 1889
- Lasiopodomys mandarinus Milne-Edwards, 1871